# Sikås
Sikås ist ein Ort in der schwedischen Provinz Jämtlands län und der historischen Provinz Jämtland.

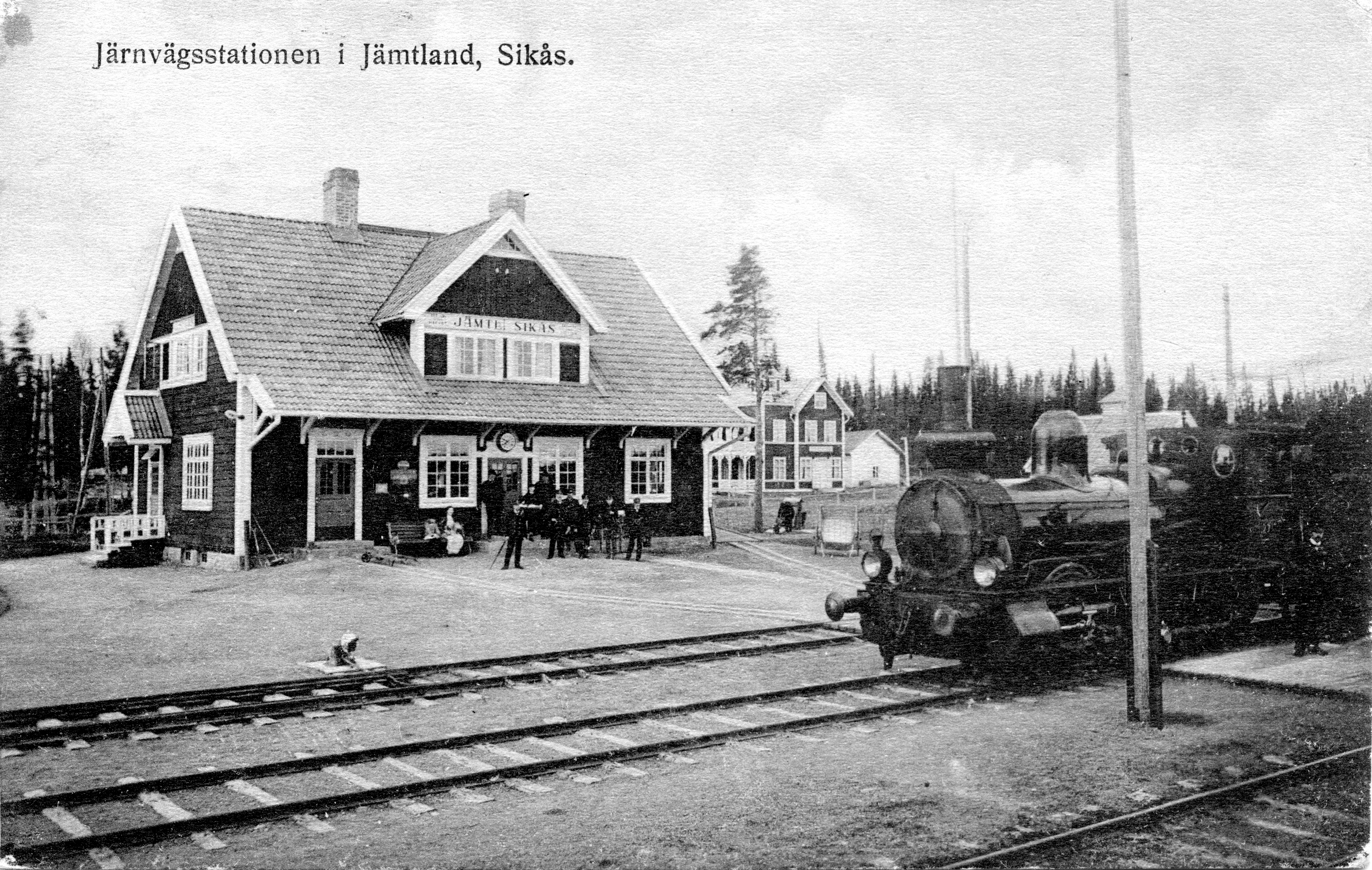
Der Bahnhof um 1915

Sikås besteht aus zwei Ortsteilen: Sikås (västra delen), dem „westlichen Teil“ der zuletzt 2005 mit 58 Einwohnern auf einer Fläche von 61 Hektar als småort ausgewiesen war und in der Nähe des Bahnhofs liegt, und dem etwa ein bis zwei Kilometer entfernten, lockerer bebauten „östlichen Teil“ Sikås (östra delen), 2015 småort mit 110 Einwohnern auf einer Fläche von 78 Hektar (2005). Die Gesamteinwohnerzahl ist seit den 1950er-Jahren um etwa zwei Drittel gesunken.
Die nächstgelegene größere Ortschaft (tätort) ist Hammerdal etwa sieben Kilometer südöstlich. Die Inlandsbahn hält in den Sommermonaten in dem kleinen Bahnhof Jämtlands Sikås. Durch den Ort führt der Länsväg 344 von Hammerdal in Richtung Föllinge.
Ein bekannter Einwohner von Sikås ist der Violinist Lars Fresk, der in den 1970er- bis 1980er-Jahren mit dem Streichquartett Freskkvartetten in Schweden erfolgreich war.